# 第100届全国高等学校足球锦标赛
第100届全国高等学校足球锦标赛，是日本全国高等学校足球锦标赛的第100屆賽事，于2021年12月28日至2022年1月10之间在首都圈的多個球場举行。
在決賽裡，來自青森縣的青森山田中学高等学校代表隊以4比0大勝來自熊本縣的熊本縣立大津高等學校代表隊，第三度贏得本賽事冠軍。

## 简介
日本足协于2021年8月13日公布了赛事大纲 ，抽签于11月15日线上进行。
开幕式、开幕式、半决赛、决赛在国立竞技场进行 。另外，考虑到参赛选手的情况，即第73届赛事（1994年）之后，开赛日提前至12月30日之前，并且每两轮比赛之间都会至少间隔一天。
- 第一轮：12月28日（揭幕战）、12月29日
- 第二轮：12月31日
- 第三轮：1月2日
- 四分之一决赛：1月4日
- 半决赛：1月8日
- 决赛：1月10日

## 场馆
- 国立竞技场（东京都新宿区，开幕式、揭幕战、半决赛、决赛）
- 驹泽陆上竞技场（东京都世田谷区）
- 味之素国立西丘竞技场（东京都北区）
- 日本發條三澤公園球場（神奈川县横滨市神奈川区）
- 等等力陆上竞技场（神奈川县川崎市中原区）
- 熊谷体育文化公园竞技场（埼玉县熊谷市）
- 大宫公园球场 （埼玉县埼玉市大宫区）
- 福田电子竞技场（千叶县千叶市中央区）
- 柏市叶公园综合体育场（千叶县柏市）

## 应援活动
- 应援队长：林大地、前田大然、旗手怜央、上田绮世（以上為2020年东京奥运会日本男足国家队隊員）
- 应援经理：茅岛水树
- 应援歌：上白石萌音《かしい未来》

## 参赛队伍
| 地区   | 代表         | 出场次数                            |
| ------ | ------------ | ----------------------------------- |
| 北海道 | 北海         | 0 第11次参赛，时隔2年再次晋级       |
| 青森   | 青森山田     | 第27次参赛，连续25年晋级全国大赛    |
| 岩手   | 专修大学北上 | 第2次参赛，时隔2年再次晋级          |
| 秋田   | 秋田商       | 0第46次参赛，时隔2年再次晋级        |
| 山形   | 羽黑         | 0 第8次参赛，时隔3年再次晋级        |
| 宫城   | 仙台郁英     | 0 第36次参赛，连续5年晋级全国大赛   |
| 福岛   | 尚志         | 第12次参赛，时隔2年再次晋级         |
| 茨城   | 鹿島學園     | 第10次参赛，连续2年晋级全国大赛     |
| 枥木   | 矢板中央     | 第12次参赛，连续5年晋级全国大赛0    |
| 群马   | 前橋育英     | 第24次参赛，时隔2年再次晋级         |
| 埼玉   | 西武台       | 第4次参赛，时隔11年再次晋级         |
| 千叶   | 流通经济大柏 | 第7次参赛，时隔3年再次晋级          |
| 东京A  | 堀越         | 第4次参赛，连续2年晋级全国大赛      |
| 东京B  | 关东第一     | 第4次参赛，连续2年晋级全国大赛      |
| 神奈川 | 桐光学园     | 第12次参赛，时隔3年再次晋级         |
| 山梨   | 山梨学院     | 第8次参赛，连续2年晋级全国大赛      |
| 长野   | 长野市立     | 首次晋级全国大赛                    |
| 岐阜   | 帝京大可儿   | 第8次参赛，连续3年晋级全国大赛      |
| 新泻   | 帝京长冈     | 第9次参赛，连续4年晋级全国大赛      |
| 富山   | 富山第一     | 第32次参赛，连续7年晋级全国大赛     |
| 石川   | 星稜         | 第30次参赛，连续2年晋级全国大赛     |
| 福井   | 丸冈         | 第32次参赛，连续4年晋级全国大赛     |
| 静冈   | 静冈学园     | 第13次参赛，时隔2年再度晋级全国大赛 |
| 爱知   | 中部大第一   | 首次晋级全国大赛                    |
| 三重   | 三重         | 第2次参赛，时隔4年再度晋级          |
| 滋贺   | 草津东       | 第12次参赛，时隔2年再度晋级         |
| 京都   | 东山         | 第3次参赛，时隔3年再度晋级          |
| 大阪   | 阪南大高     | 第2次参赛，时隔6年再度晋级          |
| 兵库   | 泷川第二     | 第21次参赛，时隔4年再度晋级         |
| 奈良   | 奈良育英     | 第14次参赛，时隔10年再度晋级        |
| 和歌山 | 近大和歌山   | 第8次参赛，时隔12年再度晋级         |
| 鸟取   | 米子北       | 第17次参赛，连续12年晋级            |
| 岛根   | 大社         | 第11次参赛，连续2年晋级             |
| 冈山   | 冈山学艺馆   | 第4次参赛，时隔2年再次晋级          |
| 广岛   | 濑户内       | 第2次参赛，时隔3年再次晋级          |
| 山口   | 高川学园     | 第27次参赛，连续3年晋级             |
| 香川   | 高松商       | 第24次参赛，时隔4年再度晋级         |
| 德岛   | 德岛商       | 第40次参赛，时隔11年再度晋级        |
| 爱媛   | 今治东中学   | 第2次参赛，时隔2年再度晋级          |
| 高知   | 高知         | 第17次参赛，时隔2年再度晋级         |
| 福冈   | 东福冈       | 第22次参赛，连续2年晋级             |
| 佐贺   | 佐贺东       | 第12次参赛，连续2年晋级             |
| 长崎   | 长崎综科大附 | 第8次参赛，时隔两年再度2年晋级      |
| 熊本   | 大津         | 第18次参赛，时隔3年再度晋级         |
| 大分   | 中津东       | 第5次参赛，时隔7年再度晋级          |
| 宫崎   | 宫崎日本大学 | 第2次参赛，连续2年晋级              |
| 鹿儿岛 | 神村学园     | 第9次参赛，连续5年晋级              |
| 冲绳   | 西原         | 第4次参赛，时隔31年再度晋级         |

## 比賽結果

### 準決賽
| #45 | （2022年1月8日） （12:05） |

| 大津 | 不戦勝 | 関東第一 |
| ---- | ------ | -------- |
|      |        |          |

| （国立競技場） |

| #46 | 2022年1月8日 14:20 |

| 高川学園 | 0 - 6    | 青森山田                                                                     |
| -------- | -------- | ---------------------------------------------------------------------------- |
|          | 公式記録 | 名須川真光 3' · 丸山大和 26', 85' · 松木玖生 57' · 小湊絆 68' · 田中栄勢 89' |

| 国立競技場 觀眾人數：18,599人 ：清水修平 |

### 決賽
| #47 | 2022年1月10日 14:10 |

| 大津 | 0 - 4    | 青森山田                                                    |
| ---- | -------- | ----------------------------------------------------------- |
|      | 公式記録 | 丸山大和 37' · 名須川真光 41' · 松木玖生 55' · 渡邊星来 78' |

| 国立競技場 觀眾人數：42,747人 ：御厨貴文 |

## 相关條目
- 全國高等學校足球錦標賽
- 林大地 、 前田大然 、 旗手怜央、上田绮世 （应援队长） 2020年东京奥运会日本男足国家队。
- 茅岛水树 （应援经理）
- 上白石萌音《かしい未来》（应援歌）